# قاشقابلاغ سفلي
قاشقابلاغ سفلي (بالفارسية: قاشقابلاغ سفلی) هي قرية تقع في أذربيجان الغربية في إيران. يقدر عدد سكانها بـ 155 نسمة بحسب إحصاء 2016.